# Stor langsom stjerne

Stor langsom stjerne er det syvende studiealbum af den danske rockgruppe Sort Sol, der udkom den 19. maj 2017 på Columbia Records og Sony Music. Det er Sort Sols første udgivelse siden soundtracket til filmen Baby i 2003, og gruppens første studiealbum siden Snakecharmer (2001). Det nåede andenpladsen på den danske albumhitliste.
Albummets første single, "...Like a Trance Like...", blev sendt til radiostationerne den 7. april 2017. Singlen udkom den 28. april 2017.
Ved Danish Music Awards 2017 var Sort Sol nomineret i kategorien Årets danske udgivelse og Årets danske gruppe. Sort Sol blev tildelt Danish Music Awards' Ærespris.

## Baggrund
Gruppens forrige studiealbum, Snakecharmer (2001), blev indspillet i en bunker, som var tidligere NATO-ubådscentral, på Holmen i København. Samtidig med færdiggørelsen af albummet fulgte bandmedlemmerne Steen Jørgensen og Lars Top-Galia med i K-141 Kursk-katastrofen, hvor en ubåd sank i Barentshavet i august 2000. Top-Galia har udtalt, at gruppen følte "et slægtskab med tragedien, fordi vi selv stod over for et lignende klaustrofobisk drama, der nærmede sig sit endeligt", med henvisning til at Snakecharmer blev Sort Sols sidste studiealbum i 16 år. Forsanger Steen Jørgensen ønskede at komponere en sang baseret på ubådskaptajnen Dmitri Kolesnikov sidste notater, men gruppen havde ikke det fornødne "kunstnerisk[e] overskud" ifølge Jørgensen.
I 2004 gik guitarist Lars Top-Galia ud af gruppen, og blev først gendannet med Steen Jørgensen og trommeslager Tomas Ortved i 2010. Ifølge Steen Jørgensen opstod der en "fornyet energi" til indspille ny musik under forberedelserne til en comeback-turné i foråret 2013. Både Top-Galia og Jørgensen følte en forpligtelse til at komponere et nummer baseret på Kursk-katastrofen. Top-Galia kontaktede den amerikanske Randall Dunn og den islandske komponist Jóhann Jóhansson. Sammen skabte de det 10 minutter lange nummer "K-141 Kursk", delt op i fem satser med temaerne udsejling, ulykke, død, begravelse og genopstandelse. Ifølge Top-Galia var det en "stor forløsning" at lave "K-141 Kursk", og gruppen stod med en følelse af at det var "det bedste, vi nogensinde har lavet".

## Spor
| #  | Titel                                                  | Tekst                    | Musik          | Længde |
| -- | ------------------------------------------------------ | ------------------------ | -------------- | ------ |
| 1. | "The Weightless"                                       | Steen Jørgensen          | Lars Top-Galia | 6:23   |
| 2. | "...Like a Trance Like..." (featuring Jenny Rossander) | Jørgensen                | Top-Galia      | 4:42   |
| 3. | "Nocturnal Creature"                                   | Jørgensen, Emily Cripe   | Top-Galia      | 5:14   |
| 4. | "Søøre"                                                | Jørgensen                | Top-Galia      | 7:03   |
| 5. | "Stor, langsom stjerne"                                | Jørgensen                | Top-Galia      | 7:54   |
| 6. | "Stroke of Midnight" (featuring Jenny Rossander)       | Jørgensen                | Top-Galia      | 4:39   |
| 7. | "Life Took You for a Freq." (featuring Chelsea Wolfe)  | Jørgensen, Chelsea Wolfe | Top-Galia      | 5:15   |
| 8. | "K-141 Kursk"                                          | Jørgensen                | Top-Galia      | 10:29  |

| 9. | "Forever Present" | 3:35 |

## Medvirkende
| - Lars Top-Galia – komponist, guitar, keyboard, synthesizer - Steen Jørgensen – tekst, vokal - Tomas Ortved – trommer - Emily Cripe – tekst - Chelsea Wolfe – tekst - Randall Dunn – tekniker, mixer, producer, synthesizer - Timm Mason – programmering, synthesizer, keyboard - Timba Harris – violin - Bret Gardin - Jens Kaas – orgel - Jacob Andersen – trommer - Jenny Rossander – vokal på "...Like a Trance Like..." og "Stroke of Midnight" - Anders Christensen – bas | - Nikolaj Nielsen – assisterende tekniker - Killian Brom – synthesizer - Okkyung Lee – cello - Helen Davies – harpe - Bolette Rued – fløjte - Signe Asmussen – sopran - Rebecca Forsberg Svendsen – sopran - Maggie Björklund – guitar - Eyvind Kang – violin - Manoj Ramdas – piano - Johann Johannsson – dirigent - Helianne Blais – violin - Stephen O'Malley – guitar |

## Hitlister

### Ugentlige hitlister
| Hitliste (2017)        | Højeste placering |
| ---------------------- | ----------------- |
| Danmark (Album Top-40) | 2                 |

### Årslister
| Hitliste (2017) | Placering |
| --------------- | --------- |
| Danmark         | 91        |

## Modtagelse
Albummet nåede nummer 2 på Album Top 40 i Danmark og var 9 uger på listen. Det modtog fem ud af seks stjerner i musikmagasinet GAFFA.